# Fladså Kommune
| Strukturdaten       | Strukturdaten   |
| ------------------- | --------------- |
| Sitz der Verwaltung | Mogenstrup      |
| Fläche              | 132,5 km²       |
| Einwohner           | 7.730 (2006)    |
| Kommune seit 2007   | Næstved Kommune |

Fladså Kommune war bis Dezember 2006 eine dänische Kommune im damaligen Storstrøms Amt auf der Insel Seeland. Seit Januar 2007 ist sie zusammen mit der „alten“ Næstved Kommune, der Fuglebjerg Kommune, der Holmegaard Kommune und der Suså Kommune Teil der neuen Næstved Kommune.